# Acartauchenius bedeli
Acartauchenius bedeli é uma espécie de aranhas da família Linyphiidae encontradas na Argélia. Foi descrita pela primeira vez em 1884.